# Taça dos Clubes Vencedores de Taças de 1962–63
A 3.ª edição da Taça dos Clubes Vencedores de Taças foi disputada ao longo da época de 1962/1963. O Tottenham Hotspur foram os grandes vencedores da competição ao derrotarem os detentores em título, o Atlético de Madrid, ao ganhar 5-1 na final.

## Pré-eliminatória
| Equipa 1           | Total | Equipa 2              | 1.ª Mão | 2.ª Mão |
| ------------------ | ----- | --------------------- | ------- | ------- |
| OFK Belgrado       | 5-3   | Chemie Halle-Leuna    | 2-0     | 3-3     |
| Bangor City FC     | 3-3   | SSC Napoli            | 2-0     | 1-3     |
| Lausanne Sports    | 5-4   | Sparta Rotterdam      | 3-0     | 2-4     |
| Glasgow Rangers    | 4-2   | Sevilla FC            | 4-0     | 0-2     |
| AS Saint-Étienne   | 4-1   | Vitória FC            | 1-1     | 3-0     |
| Alliance Dudelange | 2-9   | Boldklubben 1909      | 1-1     | 1-8     |
| Steaua Bucareste   | 4-7   | PFC Botev Plovdiv     | 3-2     | 1-5     |
| Újpest Dózsa       | 5-0   | Zagłębie Sosnowiec    | 5-0     | 0-0     |
| Hibernians FC      | w/o   | Olympiakos (desistiu) | -       | -       |

## Primeira eliminatória
| Equipa 1           | Total   | Equipa 2          | 1.ª Mão | 2.ª Mão |
| ------------------ | ------- | ----------------- | ------- | ------- |
| OFK Belgrado       | 7-4     | Portadown FC      | 5-1     | 2-3     |
| Újpest Dózsa       | 2-2 (a) | SSC Napoli        | 1-1     | 1-1     |
| Lausanne Sports    | 1-2     | Slovan Bratislava | 1-1     | 0-1     |
| Tottenham Hotspur  | 8-4     | Glasgow Rangers   | 5-2     | 3-2     |
| AS Saint-Étienne   | 0-3     | 1. FC Nürnberg    | 0-0     | 0-3     |
| Grazer AK          | 4-6     | Boldklubben 1909  | 1-1     | 3-5     |
| Shamrock Rovers    | 0-5     | PFC Botev Plovdiv | 0-4     | 0-1     |
| Atlético de Madrid | 5-0     | Hibernians FC     | 4-0     | 1-0     |

(a) SSC Napoli venceu o play-off por 3-1

## Quartos de Final
| Equipa 1          | Total   | Equipa 2           | 1.ª Mão | 2.ª Mão |
| ----------------- | ------- | ------------------ | ------- | ------- |
| OFK Belgrado      | 3-3 (a) | SSC Napoli         | 2-0     | 1-3     |
| Slovan Bratislava | 2-6     | Tottenham Hotspur  | 2-0     | 0-6     |
| Boldklubben 1909  | 0-7     | 1. FC Nürnberg     | 0-1     | 0-6     |
| PFC Botev Plovdiv | 1-5     | Atlético de Madrid | 1-1     | 0-4     |

(a) OFK Belgrado venceu o play-off por 3-1

## Meias Finais
| Equipa 1       | Total | Equipa 2           | 1.ª Mão | 2.ª Mão |
| -------------- | ----- | ------------------ | ------- | ------- |
| OFK Belgrado   | 2-5   | Tottenham Hotspur  | 1-2     | 1-3     |
| 1. FC Nürnberg | 2-3   | Atlético de Madrid | 2-1     | 0-2     |

## Final
| 15 de maio de 1963 | Tottenham Hotspur                                           | 5-1 | Atlético de Madrid        | Feijenoord Stadion, Roterdão |
| 20:15              | Jimmy Greaves 16', 80 · John White 35 · Terry Dyson 67', 85 |     | Enrique Collar 47' (pen.) | Público: 49,000              |